# Цюрихберг
Цюрихберг (нем. Zürichberg, Цюрихская гора) — возвышенность в Цюрихе.
Цюрихберг — покрытый лесом холм, возвышающийся на 270 м над Лимматом и Цюрихским озером. Абсолютная высота — 679 м.
Цюрихберг расположен в цепи подобных ему холмов между долинами рек Лиммат и Глатт, озёрами Цюрих и Грайфензе.
На западных склонах Цюрихберга расположены богатые престижные жилые районы с видом на Цюрихское озеро. На восточной стороне, где расположен район Швамендинген, лес простирается гораздо дальше в долину. Лесной массив Цюрихберга — популярное место отдыха и пеших прогулок среди горожан. Известные достопримечательности — Цюрихский зоопарк, старинное кладбище Флунтерн, Ирхельпарк с кампусом от Цюрихского университета, также здесь имеются известные рестораны и зоны отдыха. На Цюрихберге построена передающая вышка для распространения УКВ-радио и телевизионных программ. На вершине установлен мемориальный камень.
Впервые название Цюрихберг впервые упоминается в документе 1188 года. На ней располагался монастырь Святого Мартина до эпохи Реформации. Западные и южные склоны были заняты виноградниками, в настоящее время практически отсутствующие, за исключением небольших территорий.
По склону горы поднимается фуникулёр «Полибан». В 1990 году был сдан в эксплуатацию Цюрихбергский железнодорожный туннель.

## Галерея
- Вид с поверхности Цюрихского озера
- Цюрихберг зимой
- На склонах Цюрихберга
- Кладбище Флунтерн
- Полибан